# ایوان رادلییچ
ایوان رادلییچ (انگلیسی: Ivan Radeljić؛ زادهٔ ۱۴ سپتامبر ۱۹۸۰) بازیکن سابق فوتبال اهل بوسنی و هرزگوین است.
از باشگاه‌هایی که در آن بازی کرده‌است می‌توان به باشگاه فوتبال سرزو اوساکا، باشگاه ورزشی گنچلربیرلیغی، باشگاه فوتبال آنتالیااسپور، باشگاه فوتبال انرژی کوتبوس، باشگاه فوتبال هایدوک اسپلیت اشاره کرد.